# ジェシー・グラフ
ジェシカ・ローレン・グラフ（Jessica Lauren Graff、1984年1月12日生まれ）は、アメリカのプロのスタントウーマン、格闘家、陸上競技をベースとしたテレビタレント。テコンドーの黒帯、カンフーの黒帯、その他5つの流派の武術を習得。また、棒高跳びのチャンピオンであり、競技体操選手でもある。
障害物競走番組「アメリカンニンジャウォリアー」での活躍で知られるようになった。2016年、彼女はラスベガスのファイナルコースのファーストステージをクリアした史上初の女性となった。2017年、ラスベガスで開催されたセカンドステージに女性として初めて出場し、見事クリアを果たしたが、これはレギュラーシーズンではなくUSA vs. The World大会の一部であり、制限時間はなかった。SASUKE（KUNOICHIを除く）のファーストステージをクリアした女性としては、田邊智恵に次いで史上2人目。SASUKEのセカンドステージをクリアした女性としては史上初。